# New Model Army
New Model Army – angielski zespół nowofalowy założony w 1980 w Bradford. Od początku istnienia liderem, wokalistą oraz autorem i współautorem tekstów i muzyki jest Justin Sullivan. 
Zespół występował w Polsce w 1988 na Festiwalu „Marchewka” w Hali Gwardii, 1993 i 2009 roku na Festiwalu w Jarocinie, w 1998 roku w poznańskim Eskulapie, w „Mega Clubie” w Katowicach oraz na Seven Festival 2012 w Węgorzewie. W 2014 zagrał na festiwalu Summer Fall w Płocku. W 2016 roku wystąpił w gdyńskim klubie muzycznym „Ucho”. 4 sierpnia 2017 zagrał na XXIII Przystanku Woodstock w Kostrzynie nad Odrą.

## Skład
- Justin Sullivan – gitara, harmonijka ustna, wokal
- Ceri Monger – gitara basowa
- Michael Dean – perkusja
- Dean White – instrumenty klawiszowe, gitara
- Marshal Gill – gitara

- Tom Tom Tompkins – perkusja (od 1980 do 1981)
- Rob Waddington – perkusja (od 1981 do 1982)
- Robert Heaton – perkusja (od 1982 do 1997)
- Stuart Morrow – gitara basowa (od 1980 do 1985)
- Jason 'Moose' Harris – gitara basowa (od 1985 do 1989)
- Ricky Warwick – gitara, gitara akustyczna (1987)
- Chris Mclaughlin – gitara (od 1987 do 1988)
- Ed Alleyne Johnson – skrzypce (od 1989 do 1993; od 2000 - pojedyncze występy)
- Adrian Portas – gitara (od 1990 do 1992)
- Ed Wolsenholme – skrzypce (od 1996 do 1997)
- Dave Blomberg – gitara (od 1993 do 2005)

## Dyskografia
- Vengeance - The Independent Story (1984)
- No Rest For The Wicked (1985)
- The Ghost of Cain (1986)
- New Model Army (1987)
- Thunder and Consolation (1989)
- Impurity (1990)
- Raw Melody Man (1991)
- The Love Of Hopeless Causes (1993)
- Strange Brotherhood (1998)
- Eight (2000)
- Carnival (2005)
- High (2007)
- F*ck Texas, Sing For Us (2008)
- Today Is A Good Day (2009)
- Between Dog and Wolf (2013)
- Between Wine and Blood  (2014)
- Winter (2016)
- From Here (2019)
- Unbroken (2024)[4]